# جيسون كيد
جيسون كيد (بالإنجليزية: Jason Kidd) مواليد 23 مارس 1973 في سان فرانسيسكو، هو لاعب كرة سلة أمريكي سابق ومدرب، بدأ مسيرته الاحترافية في سنة 1994 ويدرب حاليا فريق دالاس مافيريكس في الرابطة الوطنية لكرة السلة. يبلغ طوله 6 قدم 4 بوصة (1.9 م). شارك في مسابقة كرة السلة في الألعاب الأولمبية الصيفية. اعتزل اللعب في 2013.

## فرق لعب لها
- دالاس مافيريكس
- فينيكس صنز
- بروكلين نتس
- دالاس مافيريكس
- نيويورك نيكس

## الميداليات
| الميدالية | المسابقة                             |
| --------- | ------------------------------------ |
| ذهبية     | الألعاب الأولمبية الصيفية 2000       |
| ذهبية     | الألعاب الأولمبية الصيفية 2008       |
| ذهبية     | بطولة أمم الأمريكتين لكرة السلة 1999 |
| ذهبية     | بطولة أمم الأمريكتين لكرة السلة 2003 |
| ذهبية     | بطولة أمم الأمريكتين لكرة السلة 2007 |

## روابط خارجية
- جيسون كيد على موقع IMDb (الإنجليزية)
- جيسون كيد على موقع الموسوعة البريطانية (الإنجليزية)
- جيسون كيد على موقع ميوزك برينز (الإنجليزية)
- جيسون كيد على موقع إن إن دي بي (الإنجليزية)
- جيسون كيد على موقع قاعدة بيانات الفيلم (الإنجليزية)
- جيسون كيد على موقع الاتحاد الدولي لكرة السلة (الإنجليزية)
- جيسون كيد على موقع إن بي أي (الإنجليزية)
- جيسون كيد على موقع سبورتس رفرنس (الإنجليزية)
- جيسون كيد على موقع كرة السلة الأوروبية.كوم (الإنجليزية)
- جيسون كيد على موقع كلية كرة السلة في سبورتس رفرنس.كوم (الإنجليزية)
- جيسون كيد على موقع ريلجم (الإنجليزية)
- جيسون كيد على موقع بروبوليرز (الإنجليزية)
- جيسون كيد على موقع سبورتس رفرنس (الإنجليزية)
- جيسون كيد على موقع سبورتس رفرنس (الإنجليزية)
- جيسون كيد على موقع أوليمبيديا (الإنجليزية)